# 10 أشياء أكرهها بشأنك
10 أشياء أكرهها بشأنك (بالإنجليزية: 10 Things I Hate About You) فيلم رومانسي أمريكي كوميدي من إنتاج سنة 1999. أخرج الفيلم غيل جونغر وقام بأداء البطولة هيث ليدجر، جوليا ستايلس، جوزيف جوردون-ليفيت، لاريسا أولينيك، ديفيد كرامهولتز، ولاري ميلر. تم اقتباس قصة الفيلم من رواية الكاتب البريطاني ويليام شكسبير المسرحية ترويض النمرة حيث تم أمركة الرواية بحيث تدور في مدرسة ثانوية أمريكية. قام بكتابة السيناريو والحوار كل من كارين ماكولاه لاتز وكيرستين سميث. تم اختيار اسم الفيلم من خلال عنوان قصيدة كتبتها بطلة الفيلم لتصف مرارتها من معاملة حبيبها لها. تم عرض الفيلم للمرة الأولى في 31 مارس 1999 ومن خلالها انطلق الممثلان جوليا ستايلس وهيث ليدجر لعالم النجومية. الفيلم يعتبر العمل الأول في الإخراج بالنسبة لجونغر وفي الكتابة بالنسبة إلى لاتز وسميث. نجاح الفيلم أدى إلى تحويله إلى مسلسل تلفزيوني، بدء عرضه من 7 يوليو، 2009 إلى 25 مايو، 2010.

## القصة
تدور أحداث المسلسل حول كاميرون جيمس الذي ينتقل إلى مدرسة ثانوية وهي مدرسة بادوا الثانوية. تعرف بصديقه الأول في المدرسة مايكل إكمان الذي يأخذه في جولة حول مرافق المدرسة للتعرف عليها وخلال هذه الجولة يعجب بالفتاة بيانكا ستراتفورد أكثر طالبات المدرسة شعبية ويحاول فورا استمالتها إليه. مايكل حذر كاميرون حول صعوبة التعرف على بيانكا حيث أنه غير مسموح لها بالتواعد مع أي من شباب المدرسة. يعلم كاميرون أن بيانكا تبحث عن من يعلمها اللغة الفرنسية فيتعرف عليها أكثر من هذه الناحية. من ناحية أخرى تتلقى شقيقة بيانكا الكبرى كات رسالة القبول في كلية سارة لورينس للفنون الجميلة مما يتفاجأ والدها والتر بذلك لأنه يرغب منها بأن تنتسب في كلية قريبة من مكان سكنها الحالي. في محاولة منها لتشتيت انتباه والدها تكشف سر أختها بأن جوي دونر أوصل بيانكا للمنزل فتتوسل من والدها بالسماح لها بمواعدته فيخترع والتر قانون جديد في الأسرة بأنه تستطيع بيانكا المواعدة مع الشبان لو واعدت كات أحد الشبان. تفضفض بيانكا لصديقها الجديد كاميرون حول مشكلتها في المواعدة فيقرر مع صديقه مايكل البحث عن الشخص المناسب لأختها كات وبالفعل يجدان مسبب المشاكل باتريك فيرونا ويخططان لجمعهما ببعض في حفلة خاصة في بيوت أحد طلاب المدرسة. وفي أثناء الحفلة تطلب كات من جوي الابتعاد عن شقيقتها ولكنه رد عليها بأن شقيقتها هي التي تتقرب منها فتأخذ في شرب الخمر حتى تسكر وتبدأ في الرقص على الطاولة أمام مرأى من جميع الطلاب الحاضرين للحفلة. في نفس الوقت يعرف كاميرون بأن بيانكا كانت تستغله في البحث على شاب لمواعدة أختها من أجل أن تتواعد مع جوي. يقرر كاميرون التوقف عن محاولة مصادقة بيانكا ولكن باتريك يقنعه بالعكس وأن يجتهد أكثر من أجل الفوز بصداقتها. تطلب بيانكا من كاميرون توصيلها للمنزل بعدما تكتشف حقيقة شخصية جوي، وعندما وصلا للمنزل يخبرها كاميرون بأنه معجب بها ومستاء منها في نفس الوقت وعندها تقبل بيانكا كاميرون. يوصل باتريك كات السكرانة البيت وعندما يصلان تحاول كات تقبيل باتريك ولكنه يقترح عليها تأجيل هذا الأمر لوقت آخر فتجرح مشاعرها. في اليوم التالي يغني باتريك أغنية (لا أستطيع إبعاد عيني عنك) أمام جميع الطلاب ويطلب منها مسامحته على ما فعله في ليلة الأمس. تسامحه كات ويقرران إمضاء بقية اليوم معا ويكتشفان بأنهما معجبان ببعض. جوي يرشي باتريك بمبلغ 300 دولار من أجل دعوة كات لحضور حفل التخرج فتشك في تصرفه فيتشاجران معا. بيانكا تحاول إقناع والدها بالذهاب إلى حفلة التخرج ولكنه يرفض لأن شرطه أن تذهب كات أيضا إلى الحفلة. بيانكا تواجه كات فتقرر كات كشف الحقيقة لشقيقتها الصغرى بأنها كانت تواعد جوي ومارست معه الجنس في الموعد الأول وبعدها طلبت منه عدم ممارستة في المرات المقبلة فقرر جوي فسخ العلاقة التي تربطهما فورا. توافق كات أخيرا وتقرر حضور حفلة التخرج برفقة بيانكا وباتريك وكاميرون مما يجعل جوي يغضب من تصرف بيانكا بحضور الحفلة مع كاميرون مما يدعوه لكشف سر الرشوة لباتريك أمام كات مما يجعل الأخيرة تتخلى عنه وتنسحب من الحفلة. ثم يواجه جوي كاميرون بأنه تلاعب به أيضا من أجل الإيقاع ببيانكا فيضرب جوي كاميرون ويوقعه أرضا فتقرر بيانكا الانتقام وتضرب جوي 3 مرات فتطيح به أرضا بأنف مكسور وعين متورمة. في صباح اليوم التالي تشكر بيانكا كات على حضورها لحفلة التخرج وتتصالح الأختان. يسمح والتر لابنته كات بالانتساب إلى كلية سارة لورينس للفنون الجميلة. في المدرسة تقف كات في صف الأدب الإنجليزي وتقرأ قصيدة (10 أشياء أكرهها بشأنك) عن باتريك وبينما هي تقرأ فإنها تكشف كيف أن باتريك آلم مشاعرها كثيرا مما يجعل باتريك يتأثر من كلماتها. في مواقف السيارات كات تجد غيتار داخل سيارتها اشتراه باتريك من المبلغ الذي دفعه له جوي ومعترفا لها بأنه أخل بالاتفاق الذي بينه وبين جوي لأنه وقع في حبها فتسامحه فيقبلان بعضهما قبلتين ويتصالحان.

## الشخصيات
| الممثل(ة)          | الشخصية                  |
| ------------------ | ------------------------ |
| جوليا ستايلس       | كاتارينا (كات) ستراتفورد |
| هيث ليدجر          | باتريك فيرونا            |
| جوزيف جوردون-ليفيت | كاميرون جيمس             |
| لاريسا أولينيك     | بيانكا ستراتفورد         |
| ديفيد كرامهولتز    | مايكل إكمان              |
| أندرو كيغان        | جوي دونر                 |
| سوزان ماي برات     | مانديلا                  |
| غابرييل يونيون     | تشاستيتي تشورتش          |
| لاري ميلر          | والتر ستراتفورد          |
| داريل ميتشيل       | الأستاذ مورغان           |
| أليسون جيني        | الآنسة بيركي             |
| ديفيد ليسيور       | الأستاذ تشابين           |
| غريغ جاكسون        | سكوفي                    |

## الاقتباس من شكسبير
اسم الأختين في رواية ترويض النمرة هو كاثارين وبيانكا بينما اسم الأختين في فيلم 10 أشياء أكرهها بشأنك هو كاتارينا واختصارها كات وبيانكا. لقب عائلة كات وبيانكا ستراتفورد يعود إلى المدينة التي ولد فيها شكسبير في مسقط رأسه ببريطانيا. حبيب كاثارين في المسرحية هو بيتروتشيو من فيرونا بينما تحول في الفيلم إلى باتريك فيرونا. اسم المدرسة الثانوية بادوا يعود إلى المدينة الإنجليزية التي دارت فيها أحداث الرواية المسرحية. في الرواية المسرحية فإن لوسينتيو كان يرغب في الزواج من بيانكا ولكنه لا يستطيع حتى تتزوج أختها ومن أجل التقرب منها قرر أن يكون معلمها. في الفيلم السينمائي كاميرون كان يعطي دروسا خصوصية لبيانكا. بيتروتشيو مثل باتريك لم يكونوا من سكان المدينة وقد وافق على الزواج من كاثارينا من أجل السماح للوسينتيو بالزواج من بيانكا مثلما حدث عندما وافق باتريك على مواعدة كات من أجل السماح لبيانكا بمواعدة كاميرون. كان يتم اقتباس بعض الكلمات بشكل حرفي من الرواية المسرحية حيث قال كاميرون عندما شاهد بيانكا للمرة الأولى: (أنا احترق! أنا مشتاق! أنا منهار!) كما قال مايكل عن كات بأنها نمرة.

## الإنتاج
تم تصوير المشاهد الخارجية للفيلم في مدن غيغ هاربور، تاكوما، وسياتل بولاية واشنطون. المدرسة التي تم التصوير داخلها هي مدرسة الملعب الثانوية الواقعة في مدينة تاكوما. منزل بيانكا وكات كان واقع في منطقة نورث إند بمدينة تاكوما.

## شباك التذاكر
في أول نهاية أسبوع استطاع الفيلم أن يحصل على حوالي 8 ملايين دولار بعدما عرض في 2271 دار عرض في الولايات المتحدة الأمريكية وكندا محتلا المركز الثاني من بعد فيلم ماتريكس والمركز الثالث والخمسون على مستوى مدخول أفلام تلك السنة. على مستوى الولايات المتحدة الأمريكية وكندا فقد حصد 38،178،166 دولار وعلى مستوى المقاطعات حصد 15،300،000 دولار وفي دول العالم حصد 53،478،166 دولار. وكانت ميزانية الفيلم الإجمالية قد بلغت 16 مليون دولار. في 12 أكتوبر 1999 تم توزيع الفيلم عبر دي في دي. حسب شباك التذاكر فإن الفيلم اعتبر في المركز التاسع في قائمة أفضل الأفلام الرومانسية للمراهقين، المركز الثامن عشر في قائمة الأفلام المدرسية الكوميدية، والمركز الثالث والتسعون في قائمة الأفلام الرومانسية الكوميدية.

## الجوائز والترشيحات

### جوائز مجتمع التمثيل الأمريكي
- مرشح، أفضل مجموعة ممثلين لفيلم كوميدي، مارسيا روس ودونا مورونغ

### جوائز اتحاد نقاد شيكاغو السينمائيين
- فائز، أفضل ممثلة واعدة، جوليا ستايلس

### جوائز ام تي في التلفزيوني
- فائز، أفضل ممثلة واعدة، جوليا ستايلس
- مرشح، أفضل أداء موسيقي، هيث ليدجر

### جوائز خيارات المراهقين
- مرشح، أفضل ممثلة واعدة، جوليا ستايلس
- مرشح، أفضل فيلم كوميدي
- مرشح، أظرف مشهد، ديفيد كرامهولتز
- مرشح، أفضل مشهد حب مثير، جوليا ستايلس وهيث ليدجر
- مرشح، أفضل موسيقى تصويرية

### جوائز النجم الشاب
- مرشح، أفضل أداء لممثل شاب في فيلم كوميدي، جوزيف جوردون-ليفيت
- مرشح، أفضل أداء لممثلة شابة في فيلم كوميدي، لاريسا أولينيك
- مرشح، أفضل أداء لممثلة شابة في فيلم كوميدي، جوليا ستايلس

## وصلات خارجية
- 10 أشياء أكرهها بشأنك على موقع IMDb (الإنجليزية)
- 10 أشياء أكرهها بشأنك على موقع ميتاكريتيك (الإنجليزية)
- 10 أشياء أكرهها بشأنك على موقع روتن توميتوز (الإنجليزية)
- 10 أشياء أكرهها بشأنك على موقع نتفليكس (الإنجليزية)
- 10 أشياء أكرهها بشأنك على موقع قاعدة بيانات الأفلام العربية
- 10 أشياء أكرهها بشأنك على موقع ألو سيني (الفرنسية)
- 10 أشياء أكرهها بشأنك على موقع Turner Classic Movies (الإنجليزية)
- 10 أشياء أكرهها بشأنك على موقع أول موفي (الإنجليزية)
- 10 أشياء أكرهها بشأنك على موقع بوكس أوفيس موجو (الإنجليزية)
- 10 أشياء أكرهها بشأنك على موقع فيلمافينيتي (الإسبانية)